# Spoiler (Fahrzeug)

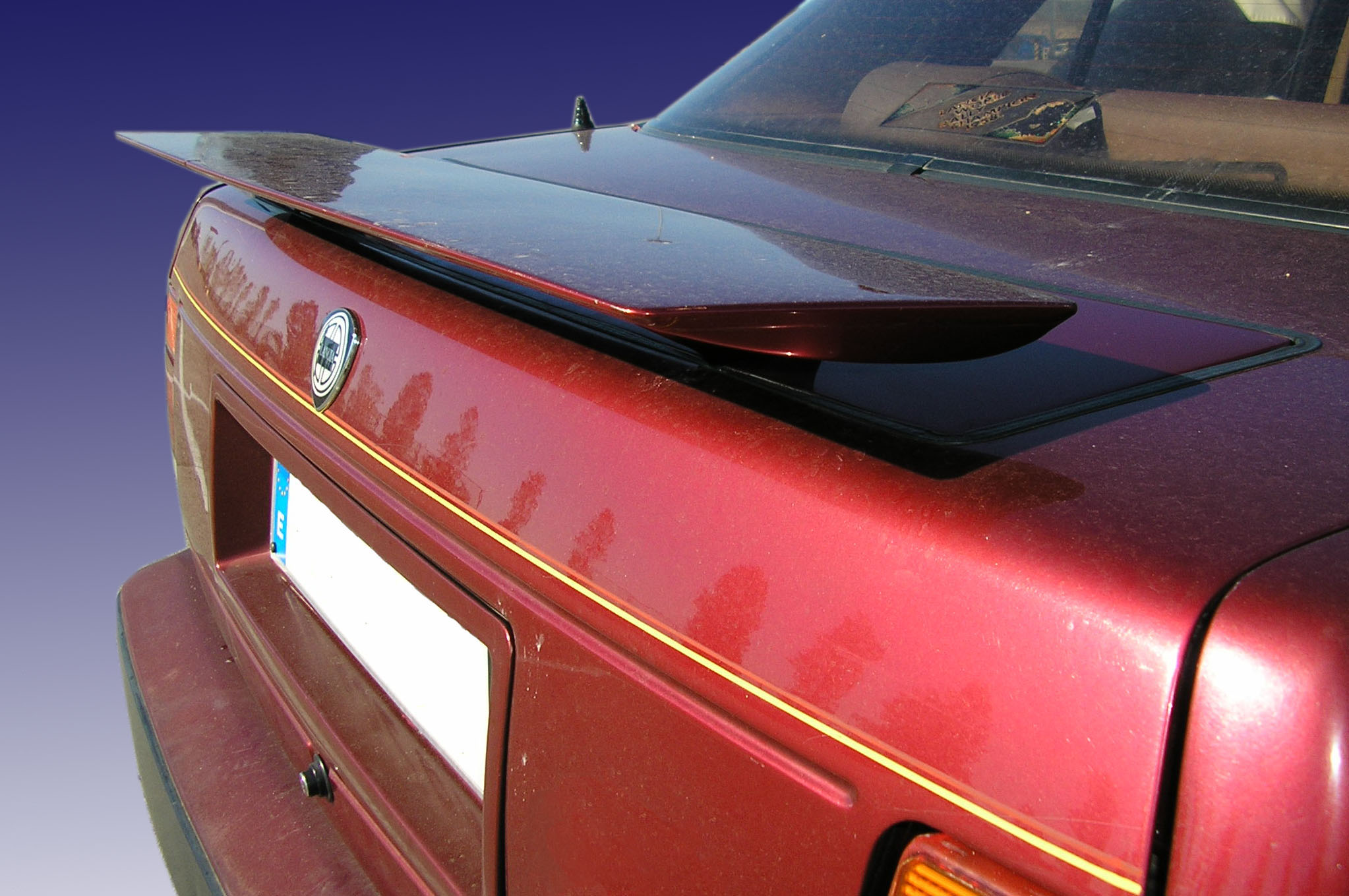
Ausfahrbarer Heckspoiler eines Lancia Thema 8.32

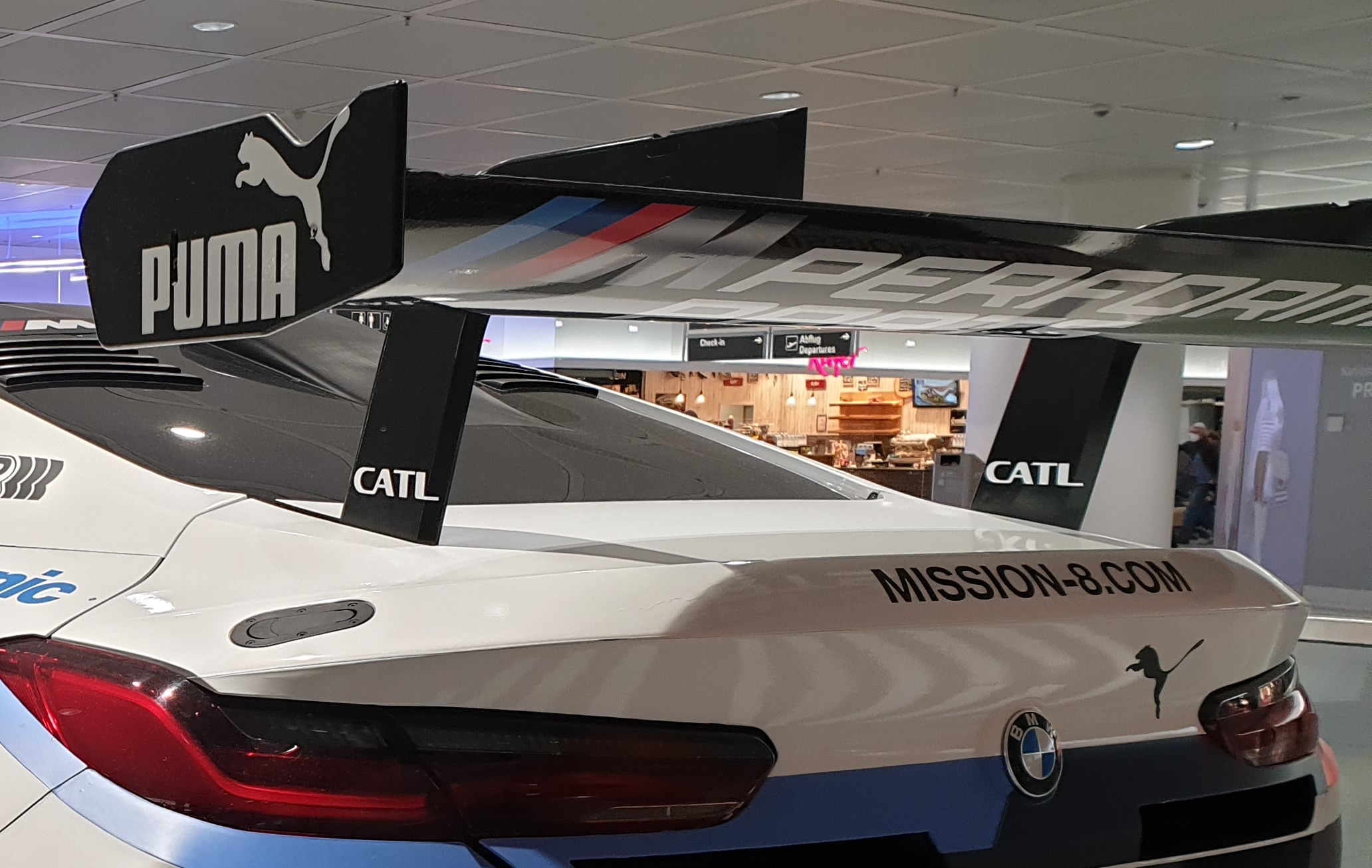
Rennwagen-Heckspoiler bzw. Heckflügel an einem BMW M8 GTE Tourenwagen, 2018

Ein Spoiler ist bei Pkw oder Lkw ein Bauteil, dessen Hauptzweck ist, die Umströmung des Fahrzeugs zu beeinflussen.

## Begriffsabgrenzung
Die Bezeichnungen Spoiler und Flügel werden im allgemeinen Sprachgebrauch häufig synonym verwendet, bezeichnen aber unterschiedliche Dinge.
Der Begriff to spoil bedeutet im Englischen „(etwas) verderben, beschädigen“. Der Spoiler wird nur auf einer Seite überströmt. Als Fahrzeugteil erzeugt er eine verwirbelte, turbulente Strömung, die zwar selbst einen höheren Widerstand erzeugt als eine laminare Strömung, aber besser an der unstetigen Kontur der Karosserie „anliegt“, wodurch sich der Luftwiderstand vermindert. „Heckspoiler“ haben meist die Funktion einer Abrisskante. Frontspoiler wirken als Luftabweiser, sie leiten die Luft um das Fahrzeug herum und senken den Druck unter ihm, wodurch sich die Bodenhaftung verbessert.
Von einem Flügel spricht man, wenn sowohl die Ober- als auch die Unterseite des Bauteils umströmt sind. Ein Flügel erzeugt aerodynamischen Abtrieb und damit eine Anpresskraft für eine bessere Bodenhaftung. Je nach konkreter Ausführung wirkt er aerodynamisch eigenständig, oder er entfaltet seine Wirkung im Zusammenspiel mit anderen Bauteilen der Karosserie, zum Beispiel den Seitenkästen an Rennwagen.

## Wirkungsweise eines Spoilers

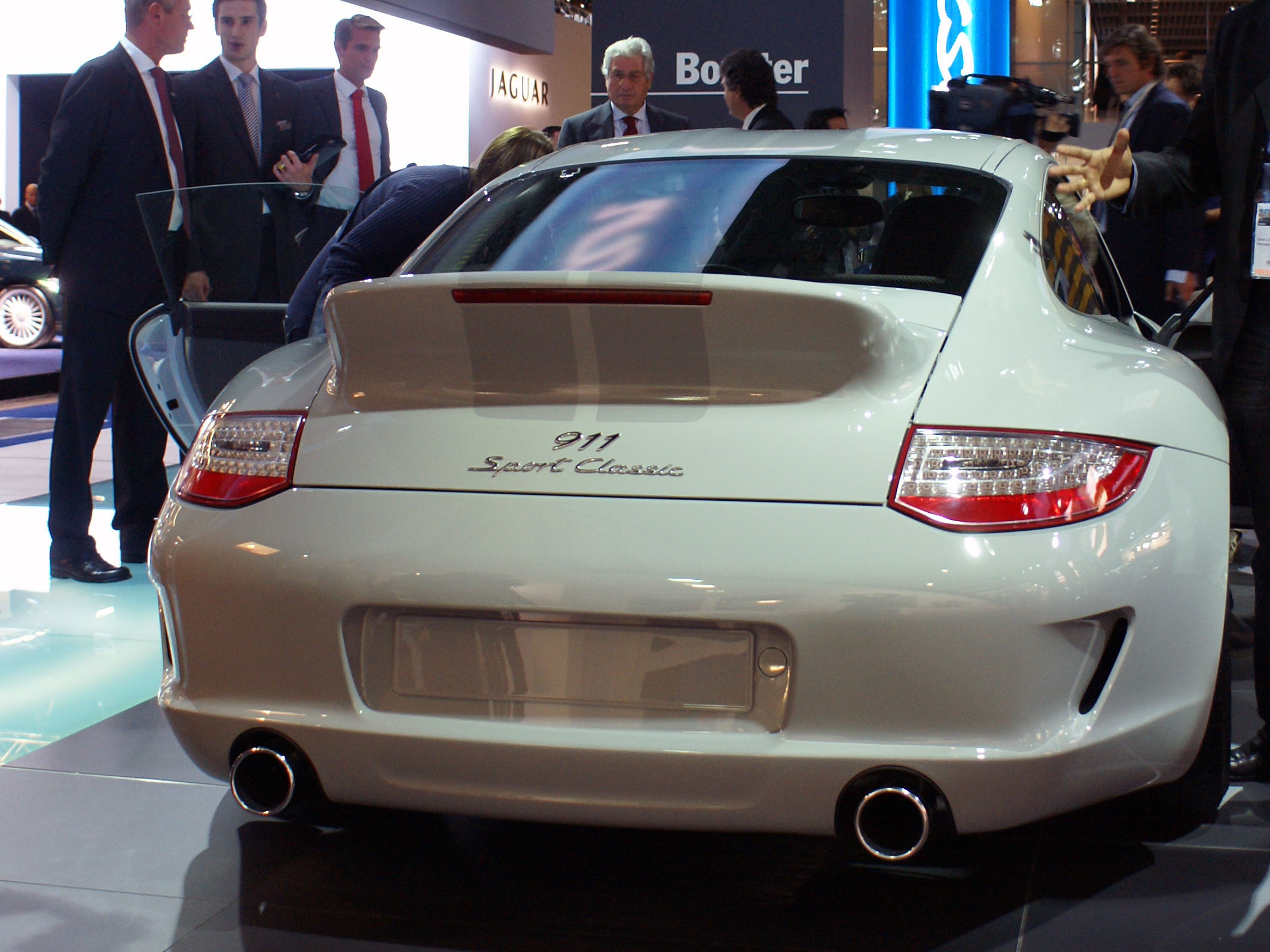
Heckspoiler eines Porsche 911 Sport Classic

Bei einigen Sattelzügen dient der Dachspoiler (6) der Zugmaschine zur Verringerung des Luftwiderstands des Sattelaufliegers.

Beim Auto, insbesondere bei Sport- und Rennwagen, sind Flügel starre Bauteile aus Kunststoff, selten aus Metall oder auch kohlenstofffaserverstärktem Kunststoff („Karbon“), die den Auftrieb einer Karosserie durch die sie umströmende Luft während der Fahrt verringern sollen. Die Verringerung der Auftriebskraft verbessert die Übertragung von Kräften auf den Boden und damit auch die Fahreigenschaften, insbesondere die mögliche Querbeschleunigung und damit Kurvengeschwindigkeit, die Fahrstabilität und den Bremsweg bei hohen Geschwindigkeiten.
Die Verringerung der Auftriebskräfte geht jedoch mit einer Erhöhung des Luftwiderstandes einher (siehe Polare). Unter einem effizienten Flügel versteht man in der Automobil-Aerodynamik ein Bauteil, das den Auftrieb reduziert und dabei den Luftwiderstand so wenig wie möglich erhöht oder im Idealfall sogar reduziert.
Entgegen der landläufigen Vorstellung wirkt die reduzierende Auftriebskraft nicht direkt am Spoiler selbst, sondern entsteht durch die geänderte Druckverteilung auf der Karosserie des Fahrzeugs. Vor einem auf einer Fahrzeugoberseite hochgestellten Spoiler steigt stromaufwärts der lokale Druck auf der Oberfläche an. Die auf der Oberfläche senkrecht zur Fahrbahn nach unten wirkende Kraft, das Produkt aus Druck und Fläche, erhöht sich dadurch ebenfalls und sorgt so für die gewünschte Auftriebsreduzierung.
Gleichzeitig lassen sich die Strömungen dort aber mit wenig Aufwand und wenig Zusatzwiderstand sehr wirkungsvoll stören. Genau das ist der Zweck der Spoiler: vorn wird die Luft zur Seite anstatt nach oben über die Motorhaube abgelenkt, hinten wird die Luft nach oben abgelenkt oder total blockiert wie beim ersten Audi TT und einigen Serien-Porsche. Wenn die Luft dabei vom Frontspoiler geschickt um die besonders breiten Vorderräder gelenkt wird, kann sich der Gesamtwiderstand sogar verringern. Das ist aber nur der Fall, wenn der Spoiler Bauteile mit besonders hohem Luftwiderstand aus der Strömung nimmt. Dann ist aber auch die Bezeichnung aerodynamische Verkleidung angebracht. In der Regel erhöht sich der Gesamtwiderstand durch einen Spoiler.

## Bauformen

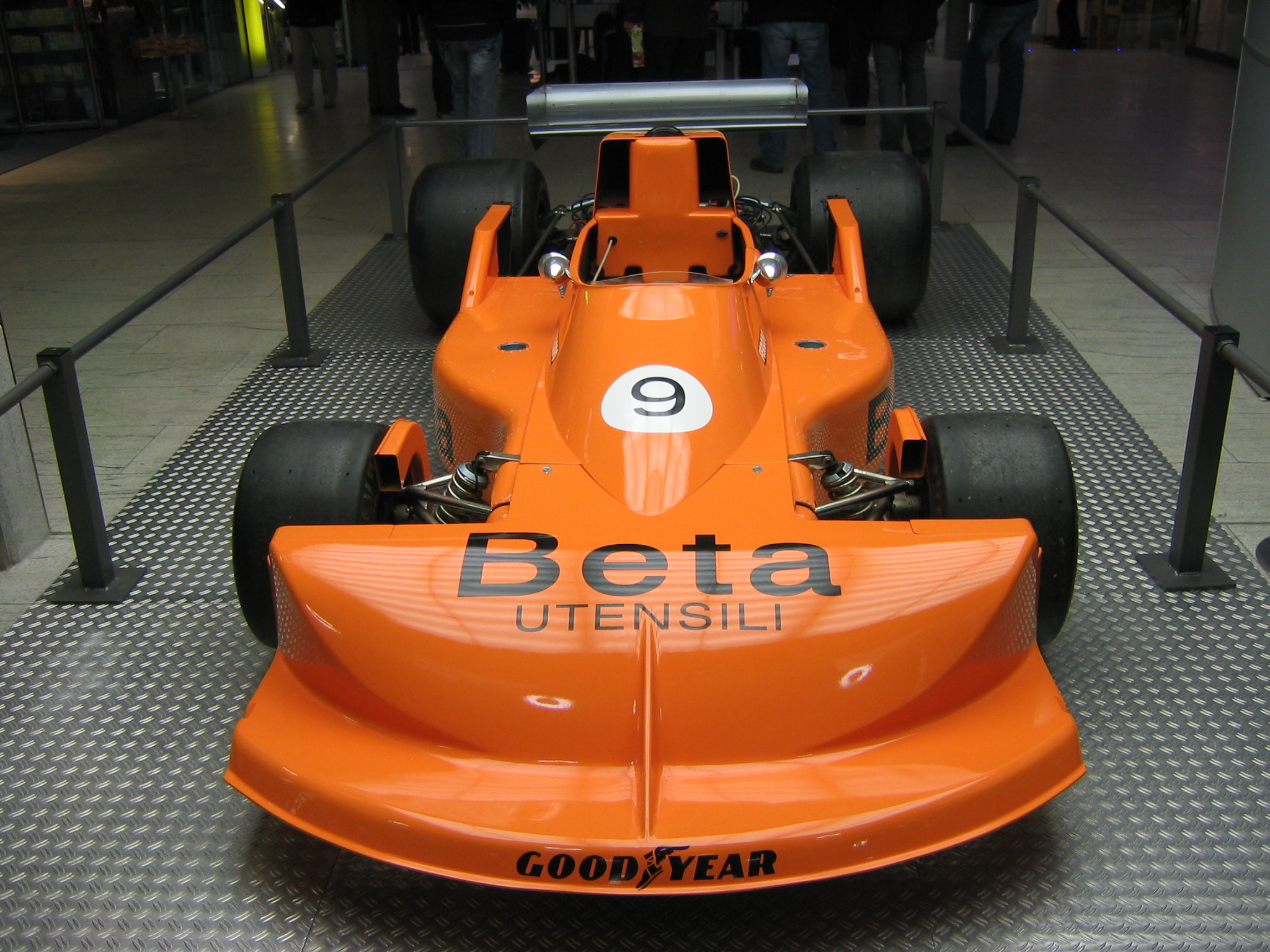
Frontspoiler eines March-761-Formel-1-Wagens von 1976

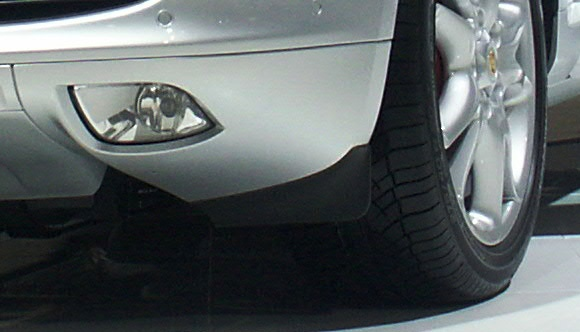
Radspoiler eines Porsche Cayenne

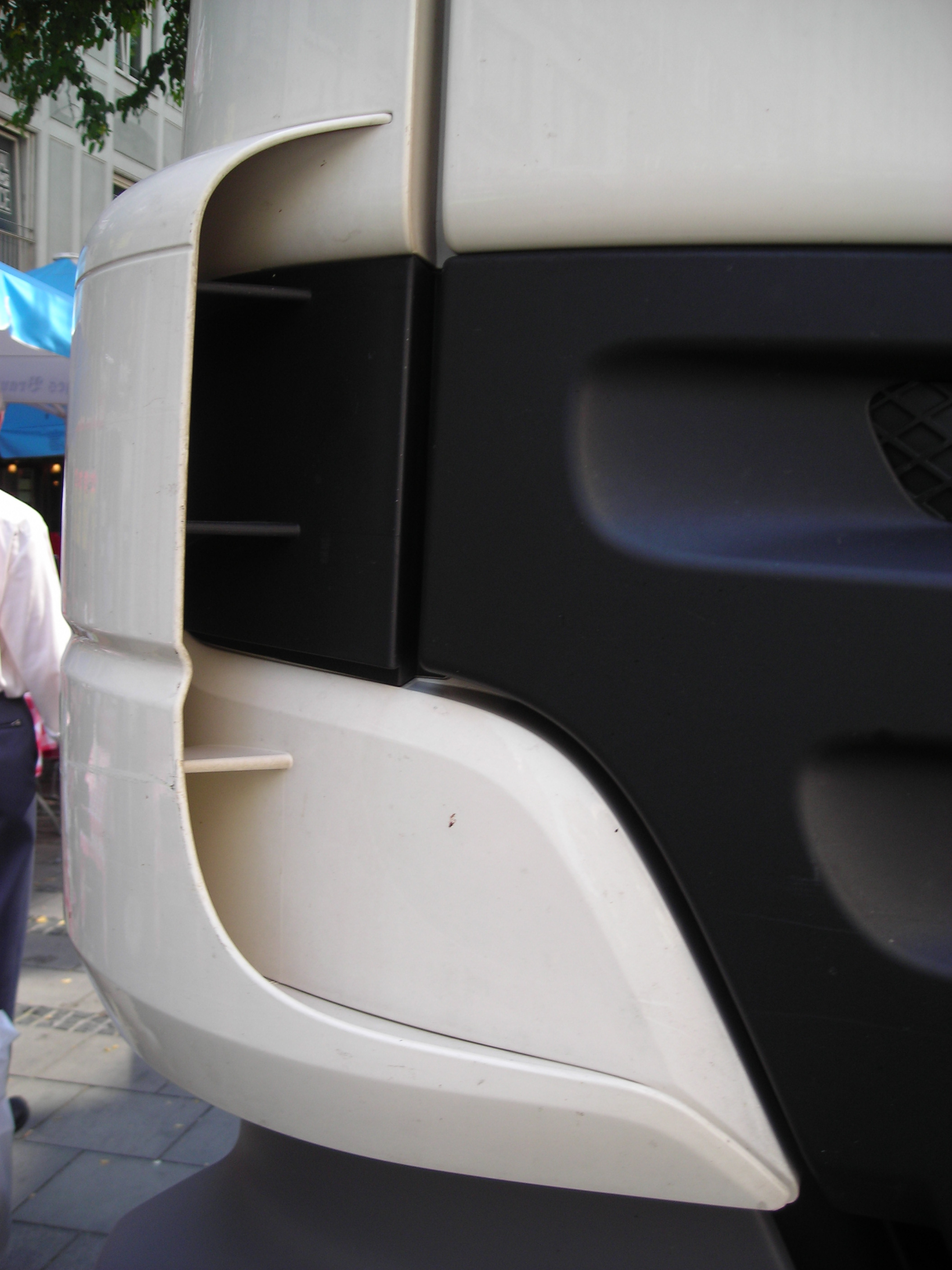
Seitenspoiler an einem Mercedes Actros (MP1/MP2)

Es lassen sich folgende Kategorien unterscheiden:
- Bugspoiler oder Frontspoiler, welche die Auftriebskräfte an der Vorderachse absenken. Bei guter Auslegung kann zusätzlich noch der Luftwiderstand gesenkt und die Kühlluftzufuhr für Motor und Bremsen verbessert werden (siehe Aerodynamik). In den 1970er Jahren verbreiten sich Bugspoiler als sportliche Zusatzausstattung. Inzwischen ist der Bugspoiler in die Frontschürze integriert, sodass im weiteren Sinne alle Pkw einen Bugspoiler haben.
- Heckspoiler, welche den Auftrieb an der Hinterachse absenken
- Radspoiler, Bauteil vor dem Vorder- und/oder Hinterrad zur Verbesserung der Radanströmung[1]
- Seitenspoiler oder Seitenschürze, Bauteil an der Seite von Fahrzeugen, auch an der vorderen Ecke eines Lkw zur Verbesserung der Schmutzfreihaltung des Türbereichs

## Entstehung
Den ersten Spoiler stellte die Firma Kamei im Jahr 1953 vor. Das so genannte „Tiefensteuer“ sollte dem erheblichen Auftrieb an der Vorderachse des VW Käfer begegnen, fand jedoch damals keinen Anklang. Einige Jahre später ergab eine Messung im Windkanal, dass die ausladende Konstruktion den Auftrieb um 16 % reduzierte.
In den 1960er Jahren führte Chaparral Spoiler im Rennsport ein.

## Vorschriften in Deutschland
Mit Wirkung ab November 2004 sind weit ausladende Heckspoiler aus Aluminium in Deutschland nicht mehr durch die StVZO zugelassen. Es handelte sich hierbei im Allgemeinen um besonders wuchtige, scharfkantige Spoiler, welche als Modeerscheinung unter anderem durch die Spielfilmreihe Fast & Furious inspiriert waren. Bei Crashtests, insbesondere bei simulierten Zusammenstößen mit Fußgängern, wurde eine stark erhöhte Verletzungsgefahr festgestellt.
Sämtliche Spoiler sind eintragungspflichtig, sofern sie über keine Allgemeine Betriebserlaubnis (ABE) verfügen, d. h., der Halter des Fahrzeuges ist verpflichtet, den Spoiler sowie die Montage durch einen amtlich anerkannten Sachverständigen überprüfen und genehmigen zu lassen. Beim Kauf von Spoilern sollte darauf geachtet werden, dass entweder eine ABE oder ein Teilegutachten nach § 19.3 (fahrzeugspezifisch) beiliegt. Eine Eintragung in die Fahrzeugpapiere mit einem Materialgutachten/einer Materialbestätigung sollte nicht mehr möglich sein.